# Залізо-56

Енергія зв'язку ядра на нуклон для найпоширеніших ізотопів має максимум на залізі-56. Більш рідкісні ізотопи нікель-62 і залізо-58, які мають трохи вищу енергію зв'язку, не показані.

Залізо-56 (56Fe) — найпоширеніший ізотоп заліза, який складає близько 91,754 % усього заліза.
З усіх нуклідів залізо-56 має найменшу масу на нуклон. З енергією зв'язку 8.8 МеВ на нуклон, залізо-56 є одним із найбільш міцно зв'язаних ядер.
Нікель-62, відносно рідкісний ізотоп нікелю, має дещо вищу енергію ядерного зв'язку на нуклон. Це узгоджується з більшою масою на нуклон, оскільки нікель-62 має більшу частку нейтронів, які є трохи важчими за протони. (Докладніше див. статтю про нікель-62). Легкі елементи, які зазнають ядерного синтезу, і важкі елементи, які зазнають ядерного поділу, вивільняють енергію, оскільки це збільшує їхню енергію зв'язку на нуклон, тому можна було б очікувати, що 62Ni буде дуже розповсюдженим ізотопом. Однак під час зоряного нуклеосинтезу конкуренція між фотоядерною реакцією та альфа-захопленням призводить до утворення більшої кількості 56Ni, ніж 62Ni (56Fe утворюється пізніше в оболонці вибухаючої зорі під час розпаду 56Ni).
Тим не менш, 28 атомів нікелю-62, зливаючись в 31 атом заліза-56, виділяють енергетичний еквівалент маси 0.011 а.о.м. У міру старіння Всесвіту речовина повільно перетворюватиметься на ядра, що найміцніше зв'язані, наближаючись до 56Fe, що зрештою призведе до утворення залізних зір протягом ≈10 1500 років у Всесвіті, що розширюється, без розпаду протонів.